# Quân chủ Công giáo

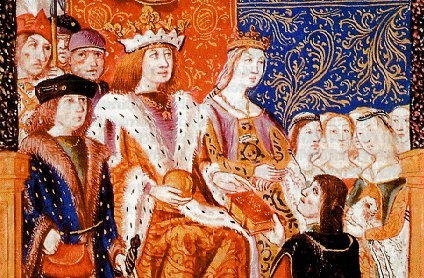
Quốc vương và Nữ vương Công giáo, Ferrando II của Aragón và Isabel I của Castilla.

Quân chủ Công giáo (tiếng Tây Ban Nha: Reyes Católicos) là tước hiệu chung dành cho hai vị Song vương của Tây Ban Nha là Quốc vương Ferrando II của Aragón và Nữ vương Isabel I của Castilla. Đây là hai vị Quân chủ danh tiếng nhất trong lịch sử Châu Âu vào thời điểm ấy.
Quốc vương Fernando và Nữ vương Isabel, đều xuất thân từ vương tộc Vương tộc Trastámara cai trị Bán đảo Iberia qua nhiều thế kỷ, đã thiết lập các chính sách ngoại giao chung được đánh dấu bằng việc các cuộc hôn nhân giữa các gia đình vương thất và hoàng gia ở Châu Âu. Với việc lên ngôi của Juana I xứ Castilla, nhiều học giả đã nhận định đây là tiền đề quan trọng để thành lập nên nhà nước Tây Ban Nha thống nhất trong những thế kỷ sau. Điều này cũng tạo điều kiện cho việc nắm quyền của Hoàng tộc Habsburg trong suốt thế kỷ XVI và XVII. Bởi vì theo dòng dõi, nhà Habsburg đều là cháu ngoại của Song vương Công giáo này.
Dưới thời của Song vương Fernando và Isabel, việc tìm ra Châu Mỹ vào năm 1492 đã thay đổi sâu sắc lịch sử thế giới.

## Phim ảnh

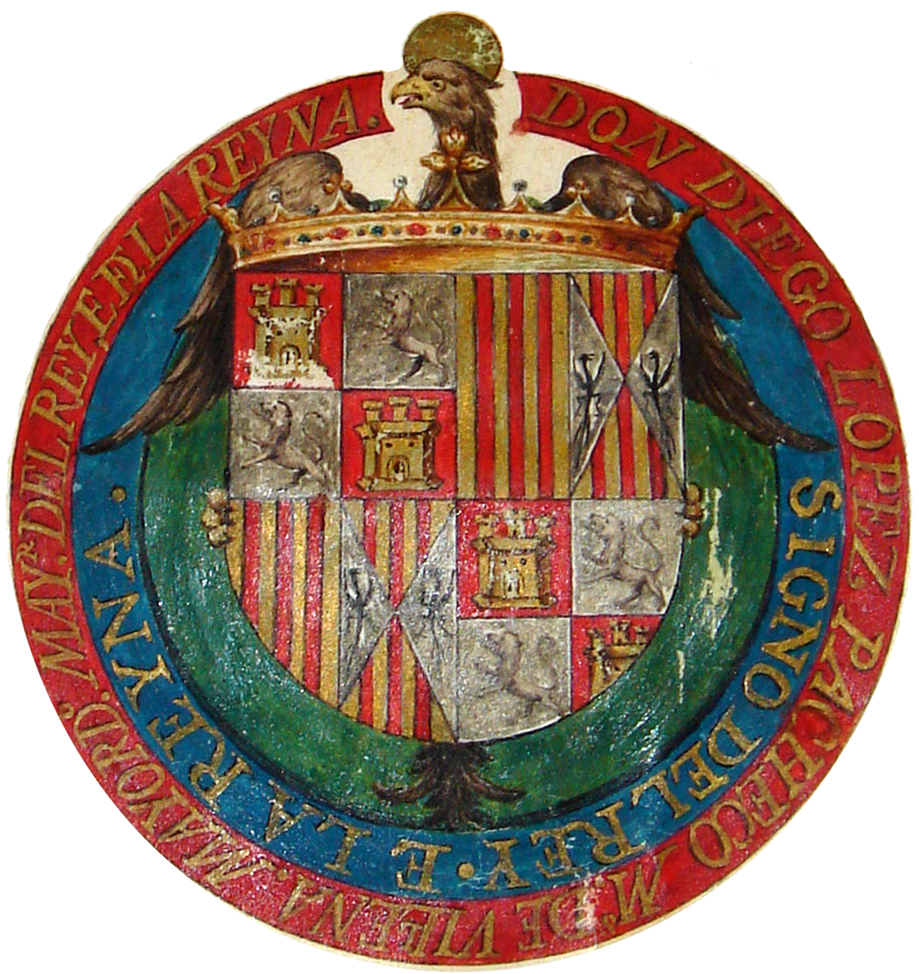
Trong Hiệp ước Segovia năm 1475 có những điều khoản quy định rằng cả danh hiệu và huy hiệu đều thuộc về Isabel I xứ Castilla và Ferrando II xứ Aragón, một tiền lệ chưa từng có trong lịch sử tước hiệu ở châu Âu. Trong hình là con dấu nhiều màu với quốc huy năm 1491. Ở góc ngoài cùng bên trái phía trên và ngoài cùng bên phải phía dưới là biểu tượng của xứ Castilla và Vương quốc León; biểu tượng ở hai góc còn lại tượng trưng cho xứ Aragón và Sicilia. Con đại bàng còn được biết là với cái tên Đại bàng của Thánh Gioan.

### Điện ảnh
| Năm  | Phim                                      | Đạo diễn                |
| ---- | ----------------------------------------- | ----------------------- |
| 1945 | La carabela de la ilusión                 | Benito Perojo           |
| 1948 | Locura de amor                            | Juan de Orduña          |
| 1951 | Alba de América                           | Juan de Orduña          |
| 1949 | Christophe Colomb                         | David MacDonald         |
| 1976 | La espada negra                           | Francisco Rovira Beleta |
| 1982 | Cristóbal Colón, de oficio... descubridor | Mariano Ozores          |
| 1983 | Juana la loca... de vez en cuando         | José Ramón Larraz       |
| 1992 | 1492: La conquista del paraíso            | Ridley Scott            |
| 1992 | Cristóbal Colón: el descubrimiento        | John Glen               |
| 2000 | Isabel of Castille: The Royal Diaries     | William Freud           |
| 2001 | Juana la Loca                             | Vicente Aranda          |
| 2006 | La reina Isabel en persona                | Rafael Gordon           |

### Seri phim truyền hình
| Năm       | Seri              | Đài sản xuất          |
| --------- | ----------------- | --------------------- |
| 2004      | Memoria de España | RTVE                  |
| 2012-2014 | Isabel            | Diagonal TV para RTVE |

## Liên kết
1. ↑  Faustino Menéndez Pidal, "<<Tanto Monta>>, El escudo de los Reyes Católicos." en Isabel la Católica vista desde la Academia.